# .ly
Pour les articles homonymes, voir LY.
.ly est le domaine de premier niveau national (country code top level domain : ccTLD) réservé à la Libye.
Ce nom de domaine est très utilisé par des sites de la twittosphère, notamment des raccourcisseurs d'URL. Le fait que ces sites soient de fait soumis à l'État libyen a créé des inquiétudes, en particulier aux États-Unis,.